# Стадухино (Чукотский автономный округ)
Стаду́хино — заброшенный горняцкий посёлок в Билибинском районе Чукотского автономного округа России.

## Географическое положение
Расположен на берегу реки Каральвеем в континентальной части Чукотки.
Расстояние до ближайшего населённого пункта села Илирней составляет ок. 60 км, до районного центра — 125 км.
Был соединён автозимником с селом Кепервеем, в самом посёлке действовала авиационная площадка.

## История
Посёлок основан золотодобытчиками в начале 1960-х гг.. Назван в честь казака-землепроходца Михаила Стадухина.
Был ликвидирован в середине 1990-х гг.

## Топографические карты
- Лист карты Q-58-V,VI. Масштаб: 1 : 200 000. Указать дату выпуска/состояния местности.